# 匯豐汽車

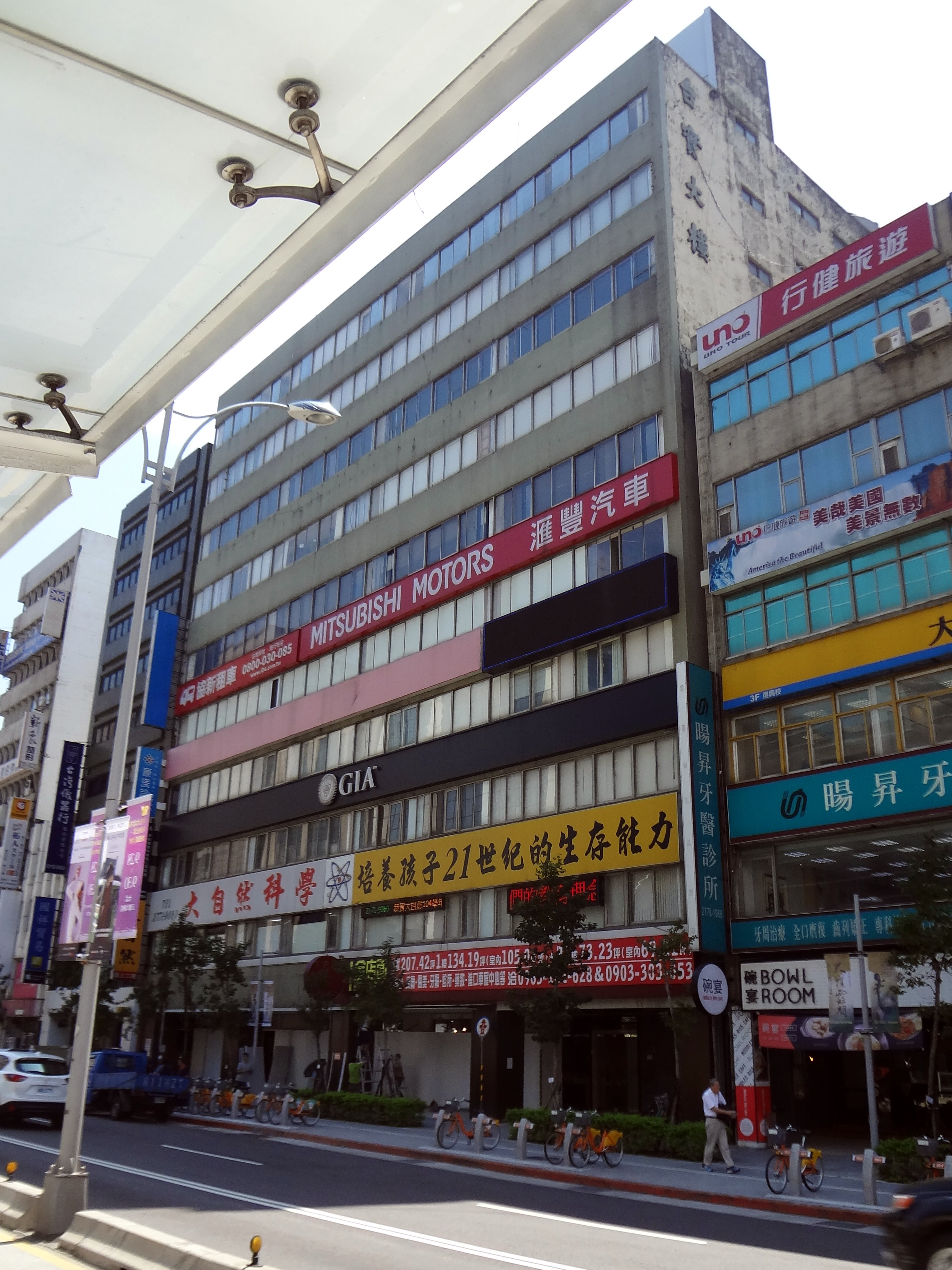
匯豐汽車總部原位於台實大樓5樓

匯豐汽車成立於1975年，目前在台灣直營59個營業所、67個保養廠與12間鈑噴中心，為台灣最大直營汽車經銷商，主要業務包括中華汽車商用車與三菱汽車之經銷與汽車維修，同時跨足汽車零件再生、鈑噴、汽車融資、汽車保險、汽車租賃、中古車聯盟、電子商務平台、汽車第三方認證等產業，並於2020年取得VOLVO雲林、嘉義、台南區域經銷權，2021年取得Hyundai商用車區域經銷權，2022年取得MG雲林、嘉義、台南區域經銷權，2024年取得VOLVO台北及花蓮區域經銷權。除台灣業務之外，並於1998年開始進入中國汽車市場。

## 公司沿革

### 台灣
- 1975年10月：匯豐汽車創立，並於台灣北、中、南設置三家分公司。
- 1977年1月：代理中華得利卡1400商用車，正式成為中華汽車3.5噸以下商用車總經銷。
- 1991年2月：中華汽車與三菱商事正式入股，分別取得15%、7.5%之股權。
- 1992年1月：投資設立東安產物保險代理人公司。
- 1992年2月：投資福輪汽車。
- 1993年2月：投資設立匯安保險代理人股份有限公司。
- 1993年12月：累積車輛銷售總數超過50萬台。
- 1995年9月：投資匯聯汽車，取得35%股權；另關係企業福輪汽車取得10%股權，協新汽車取得5%股權，總計匯豐汽車集團共取得50%股權。
- 1996年9月：日本三菱汽車正式入股，取得10%股權。
- 2001年2月：累計銷售車輛總數突破百萬台。
- 2001年12月：開始開展中古車分期貸款業務。
- 2003年4月：設立關係企業—惠鴻資訊管理顧問股份有限公司。
- 2003年8月：中華汽車增加持股，持股比例提高至36.33%，成為最大股東。
- 2003年12月：開發eCARE汽車維修專業系統，2006年4月獲得中華民國經濟部資訊應用楷模獎。
- 2004年1月：中華信用評等將匯豐汽車的信用評等調升至tw A-。
- 2004年2月：設立關係企業-匯欣汽車及福昇汽車。
- 2004年12月：Glant Grunder 2.4L上市。
- 2005年7月：成立尚盟汽車服務事業（SUM），跨足中古車買賣、汽車保修、汽車美容事業。
- 2005年12月：Zinger 2.4L全新上市。
- 2006年1月：關係企業協新汽車成為台灣克萊斯勒北縣區和高屏區的經銷商。
- 2006年8月：成立協新租賃，跨足汽車租賃產業。
- 2007年3月：Colt Plus 1.6L上市。
- 2007年9月：Lancer Fortis 2.0上市。
- 2007年10月：榮獲天下雜誌標竿企業榜之汽車銷售業第四名。
- 2007年12月：市場地位強健，中華信用評等公司維持匯豐汽車的長/短期信用評等為tw A-/tw A-2。
- 2008年4月：Outlander 2.4L全新上市。
- 2008年5月：Lancer Fortis 1.8L上市。
- 2008年10月：董事會決議投資經銷納智捷品牌，包括北智捷汽車、桃智捷汽車、中智捷汽車、南智捷汽車及高智捷汽車。
- 2010年6月：開始經銷中華汽車電動機車。
- 2010年12月：中華信用評等公司調升匯豐汽車的長期信用評等，由tw A-調升至tw A；維持短期信用評等及長期評等展望為tw A-2/穩定。
- 2011年5月：投資設立協進產物保險代理人公司。
- 2011年11月：榮獲行政院勞工委員會職訓局頒發TTQS訓練品質評核系統金牌獎。
- 2012年3月：成立瘋mall瘋摩商城，跨足汽車百貨配件網路平台。
- 2013年1月：設立關係企業-豐展汽車。
- 2013年8月：成立YES汽車拍賣平台，跨足中古車拍賣事業。
- 2015年6月：發展YES認證事業，跨足第三方汽車認證服務。
- 2015年7月：成立中古車商加盟品牌「EasyCar」，將中古車事業延伸至年輕族群。
- 2016年6月：「車輛技術雲端資料庫」取得經濟部中小型企業創新研發計畫（SBIR）核定通過。
- 2017年4月：SUM榮獲讀者文摘信譽品牌金獎。
- 2018年1月：EasyCar優質車專賣店展店數突破100家。
- 2019年9月：協新汽車股份有限公司更名為匯豐協新租賃股份有限公司，強化汽車租賃事業發展。
- 2020年2月：設立關係企業豐仕汽車股份有限公司，取得Audi台北、桃園區域經銷權。
- 2020年9月：設立關係企業匯勝汽車股份有限公司，取得VOLVO雲林、嘉義、台南區域經銷。
- 2021年3月：設立關係企業豐舜汽車股份有限公司，取得台北、新北Volkswagen區域經銷權。
- 2021年4月：設立關係企業匯昇汽車股份有限公司，取得新北、高雄Hyundai商用車區域經銷權。
- 2021年8月：成立The one汽車網，透過線上中古車電商平台的建置與經營，提供消費者一站式的全方位服務與全新的線上購車體驗。
- 2022年8月：成立「協新進口車保養廠」，專營進口豪華車保養、維修、租賃及美容相關服務
- 2022年3月：關係企業豐展汽車股份有限公司，取得MG雲林、嘉義、台南區域經銷權。
- 2022年4月：關係企業匯勝汽車股份有限公司，取得Volvo宜蘭區域經銷權。
- 2022年8月：匯豐協新成立南港保養廠，專營進口豪華車保養、維修、租賃及美容相關服務。
- 2024年9月：關係企業匯勝汽車股份有限公司，取得Volvo台北及花蓮區域經銷權。

### 中國
- 1998年3月：取得北京地區東南汽車品牌經銷權。
- 2001年8月：取得上海地區東南汽車品牌經銷權。
- 2002年5月：取得深圳地區東南汽車品牌經銷權。
- 2003年9月：取得山西地區東南汽車品牌經銷權。
- 2004年8月：取得河北地區東南汽車品牌經銷權。
- 2006年11月：取得陸北京、上海地區三菱進口車品牌經銷權。
- 2007年1月：取得河北地區三菱進口車品牌經銷權。
- 2007年8月：SUM尚盟汽車於北京開始營運。
- 2008年12月：取得北京地區江淮汽車品牌經銷權。
- 2009年3月：與華菱汽車簽訂股權轉讓協議書，購買華菱汽車持有之華豐公司(Hopeful Wheel)股權。
- 2009年12月：北京尚盟成為第一家核准進行汽車服務行業連鎖加盟之外資公司。
- 2010年1月：取得北京地區帝豪汽車品牌經銷權。
- 2011年10月：取得河北地區全球鷹品牌經銷權。
- 2011年12月：取得蘇州地區東南汽車品牌經銷權。
- 2012年4月：取得北京地區東裕納智捷品牌經銷權。
- 2012年6月：取得上海地區廣汽三菱品牌經銷權。
- 2014年1月：取得北京地區廣汽三菱品牌經銷權。
- 2014年6月：取得蘇州地區廣汽三菱品牌經銷權。
- 2014年8月：取得河北地區廣汽三菱品牌經銷權。
- 2014年11月：取得山西地區廣汽三菱品牌經銷權。
- 2014年11月：取得中國大陸二手車事業連鎖加盟特許經營執照。
- 2015年5月：開啟大陸SUM二手車線上加盟業務。
- 2015年7月：設立大陸關係企業-匯昆融資租賃公司。
- 2019年6月：取得蘇州地區東風啟辰品牌經銷權。
- 2020年6月：取得北京地區廣汽傳祺品牌經銷權。
- 2020年8月：取得北京地區長安馬自達品牌經銷權。
- 2021年10月：取得無錫地區奇瑞新能源品牌經銷權。
- 2022年6月：取得上海地區上汽大通品牌經銷權。
- 2023年8月：取得無錫地區東風日產品牌經銷權。
- 2023年10月：取得太原地區上汽大眾品牌經銷權。

## 關係企業與子公司

### 台灣地區
- 福輪汽車股份有限公司：多品牌公司經營管理。
- 匯豐協新租賃股份有限公司：經營車輛租賃。
- 協進產物保險代理人股份有限公司：經營產物保險代理人業務。
- 豐展汽車股份有限公司：經營MG品牌汽車銷售與維修。
- 福昇汽車股份有限公司：經營車輛批發、零售業務。
- 惠鴻資訊管理顧問股份有限公司：企業e化資訊顧問服務。
- 匯欣汽車股份有限公司：經營車輛批發、零售業務。
- 匯聯汽車股份有限公司：經營裕隆日產品牌汽車銷售與維修。
- 匯勝汽車股份有限公司、匯承汽車股份有限公司：經營VOLVO品牌汽車銷售與維修。
- 匯昇汽車股份有限公司：經營Hyundai品牌商用車銷售與維修。
- 福邦汽車股份有限公司：經營車輛批發、零售業務。

### 中國
- 北京東南得利卡汽車貿易有限公司：經銷長安馬自達。
- 北京匯崴汽車銷售有限公司：經銷廣汽傳祺品牌。
- 北京匯順汽車維修有限公司：經營汽車維修、裝潢、美容及相關技術諮詢。
- 北京華豐匯菱汽車保養服務有限公司：經營汽車維修、裝潢、美容及相關技術諮詢。
- 山西匯翔汽車維修有限公司：經銷上汽大眾品牌及經營汽車維修、裝潢、美容及相關技術諮詢。
- 上海匯勝汽車貿易有限公司：經銷上汽大通品牌。
- 上海匯程汽車銷售有限公司：經銷上汽大通品牌及經營汽車維修、裝潢、美容及相關技術諮詢。
- 無錫匯鑫汽車銷售有限公司：經銷東風日產及東風日產啟辰品牌。
- 華豐匯順諮詢（上海）有限公司：汽車市場營銷諮詢、企業管理諮詢、企業管理訊息系統諮詢、汽車維修技術諮詢。
- 匯昆融資租賃有限公司：融資租賃業務、租賃業務、向國內外購買租賃資產及租賃交易諮詢和擔保。

## 外部連結
- 匯豐汽車集團官網（繁體中文）
- SUM賞車網（页面存档备份，存于）（繁體中文）
- SUM保修（页面存档备份，存于）（繁體中文）
- EasyCar優質車專賣店（页面存档备份，存于）（繁體中文）
- 協新租車（繁體中文）